# Dějiny Turecka

Neoficiální turecký znak

Dějiny Turecka, tedy dějiny území dnešního státu Turecko, počínají již ve starověku. Rozvinuly se zde významné kultury, zejména chetitská. Později bylo území součástí řecko-římské civilizace. Pozdní Řím měl na území dnešního Turecka své hlavní město a jeho dějiny plynule přešly do toho, co historikové nazývají Byzantská říše. Na jejím území se odehrávaly rané dějiny křesťanství. První příslušníci tureckého etnika se usadili na území dnešního Turecka až po bitvě u Mantzikeru roku 1071. V průběhu následujících staletí zde turecké dynastie založily několik menších států (tzv. bejliků), významnějšího postavení v prvních staletích turecké přítomnosti v Malé Asii dosáhl rúmský sultanát pod vládou dynastie Seldžuků. Po úpadku tohoto státního útvaru vznikl kolem roku 1299 v severozápadní Anatolii stát Osmanů, který se do 16. století přeměnil v prvořadou světovou velmoc a zůstal jí zhruba do let 1683 až 1699, kdy ztratil rozsáhlá území ve prospěch říše Habsburků. Následoval pomalý úpadek, během něhož Osmanská říše ztrácela další a další území, dokud nebyly její zbytky po prohře v první světové válce od roku 1923 přeměněny pod vedením Mustafa Kemala Atatürka na sekulární tureckou republiku, jíž je dodnes. Atatürk za své vlády provedl množství radikálních reforem s cílem modernizovat tureckou společnost. Po dlouhou dobu se v Turecku udržoval systém vlády jedné strany, až po roce 1945 započaly změny vedoucí k demokratizaci společnosti a od 80. let 20. století i k liberalizaci hospodářství.

## Neolit a Chetitská říše

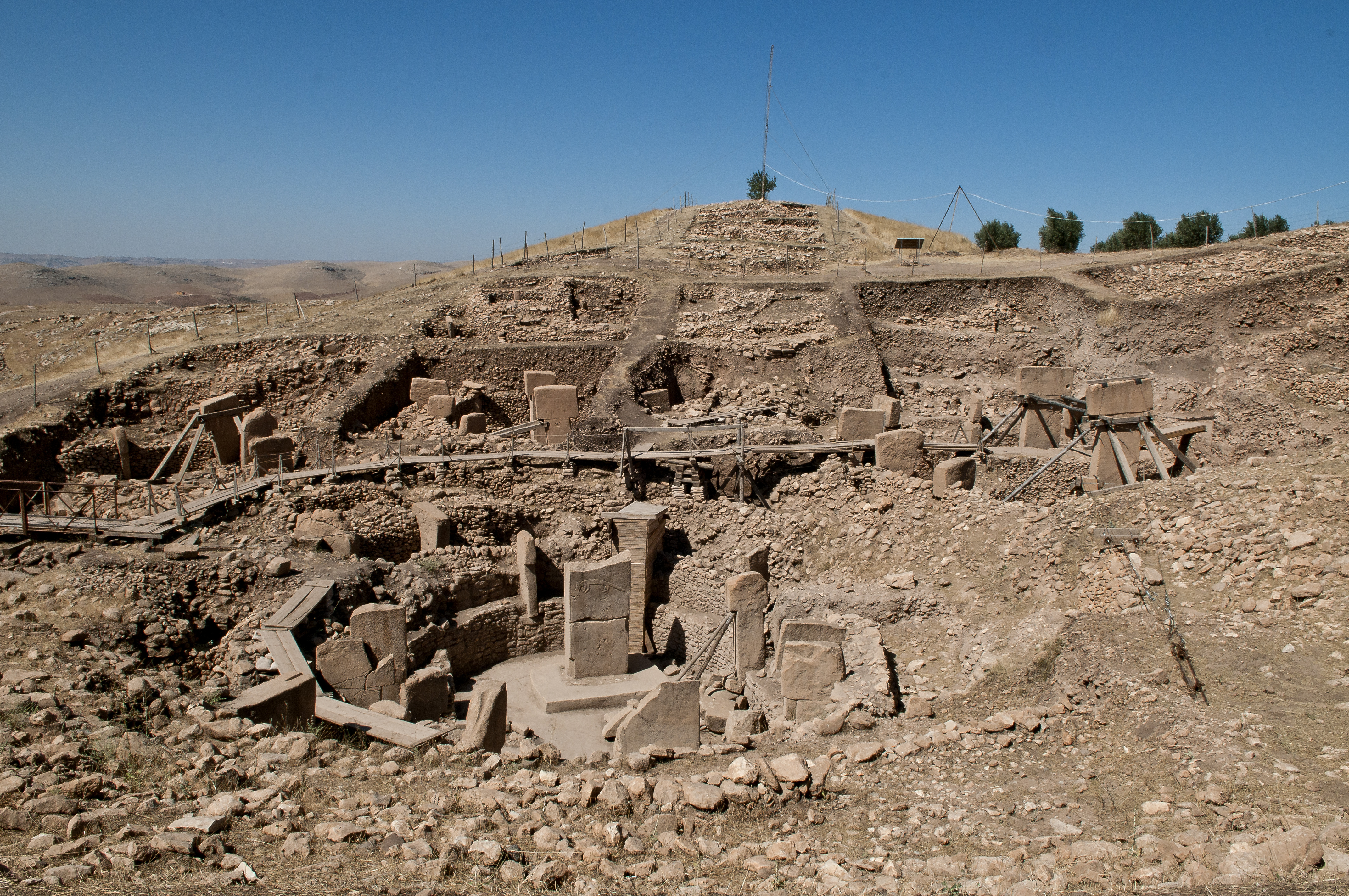
Göbekli Tepe

Turecké území patří k nejstarším trvale obydleným oblastem na planetě. První sídla vznikla již v neolitu. V Göbekli Tepe lze spatřit nejstarší známou umělou stavbu na světě, chrám postavený kolem roku 9600 př. n. l. Çatal Hüyük je dokonce často nazýváno prvním městem historie, objeveno bylo senzačně až roku 1958. Socha zvaná Muž z Urfy, nalezená nedaleko města Urfa a stará zhruba 11 tisíc let, je označována za „nejstarší naturalistickou sochu člověka v životní velikosti“.
Zemědělství se po Evropě rozšířilo s neolitickými zemědělci z Anatolie, kteří začali před asi 8000 lety osídlovat Evropu. Potomci anatolských zemědělců vytvořili ve střední Evropě kulturu s lineární keramikou. Prvními známými etniky na území Turecka byli Chattijci a Churrité mluvící kavkazskými jazyky. Žili zde okolo roku 2300 př. n. l. Zhruba za tři století byli pohlceni indoevropskými Chetity.

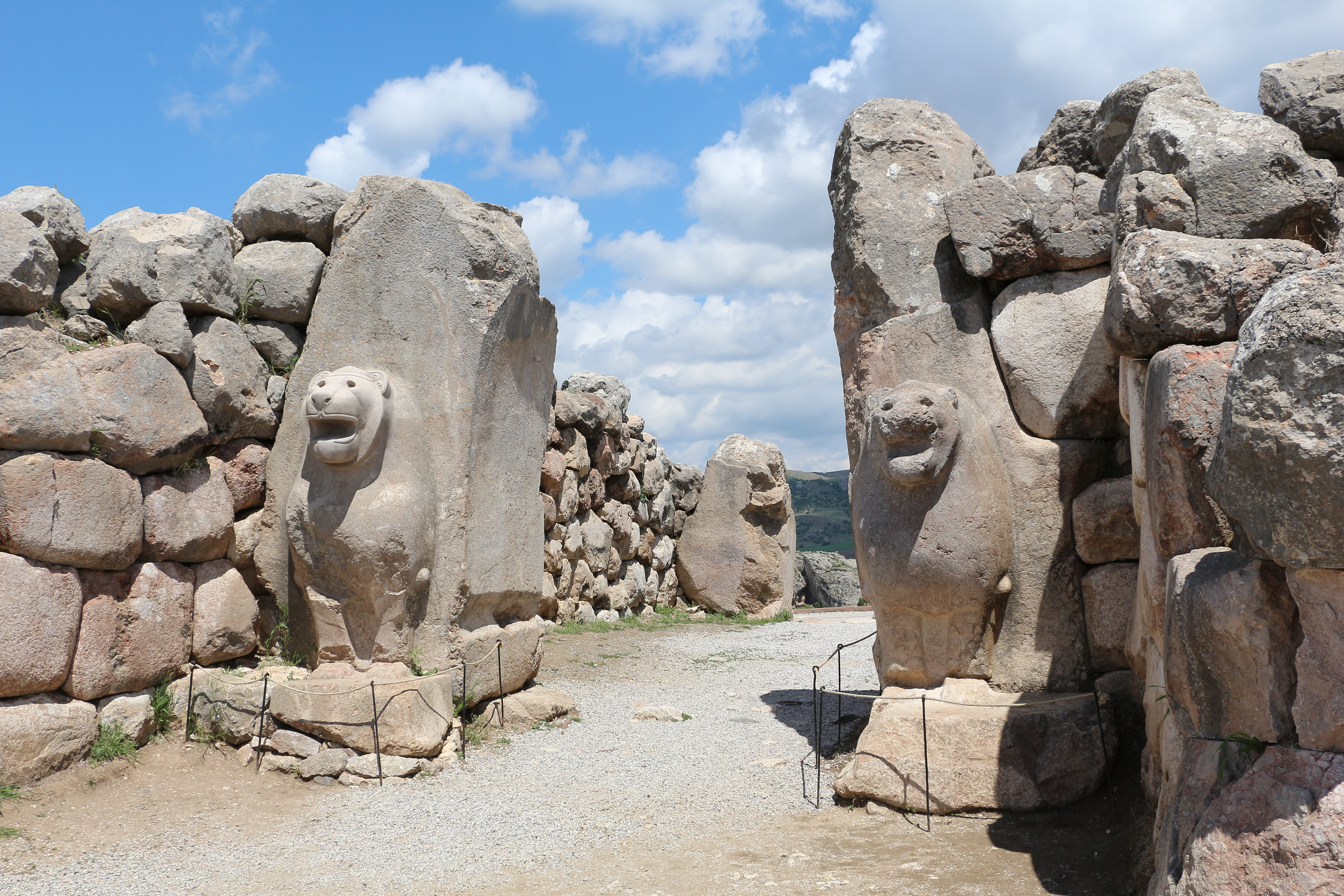
Lví brána ve městě Chattušaš

První říší, která na území dnešního Turecka ve starověku existovala, byla právě Chetitská říše. Přibližně v době od 18. do 13. století př. n. l. Hlavní město Chattušaš se nacházelo v blízkosti dnešní turecké obce Boğazkale. Říše zanikla buď pod náporem mořských národů, nebo kvůli suchu a nedostatku potravin. Poté se nejdůležitějším státem v oblasti stala Frýgie (hlavní město Gordion), dokud ji v 7. století př. n. l. nerozvrátili Kimmeriové. Mezi nejvýznamnější nástupnické státy Frýgie patřily Lýdie (hlavní město Sardy), Kárie (Halikarnass) a Lýkie (Xanthos). Lýďané a Lykané mluvili indoevropským jazykem, ale tento měl i neindoevropské prvky. Lýdský král Kroisos byl prvním panovníkem, který nechal razit mince jako platidlo. Byly nejprve z elektra (slitina zlata a stříbra). Jeho mincovny však postupem času přišly na metodu, jak oba kovy separovat, a vyrazily tak nejstarší zlaté mince na světě. Na území východního Turecka zasahovala v 9.–6. století př. n. l. říše Urartu, s metropolí Tušpou (dnešní Van). Vyvrácena byla Médy.

## Řecko-římská éra

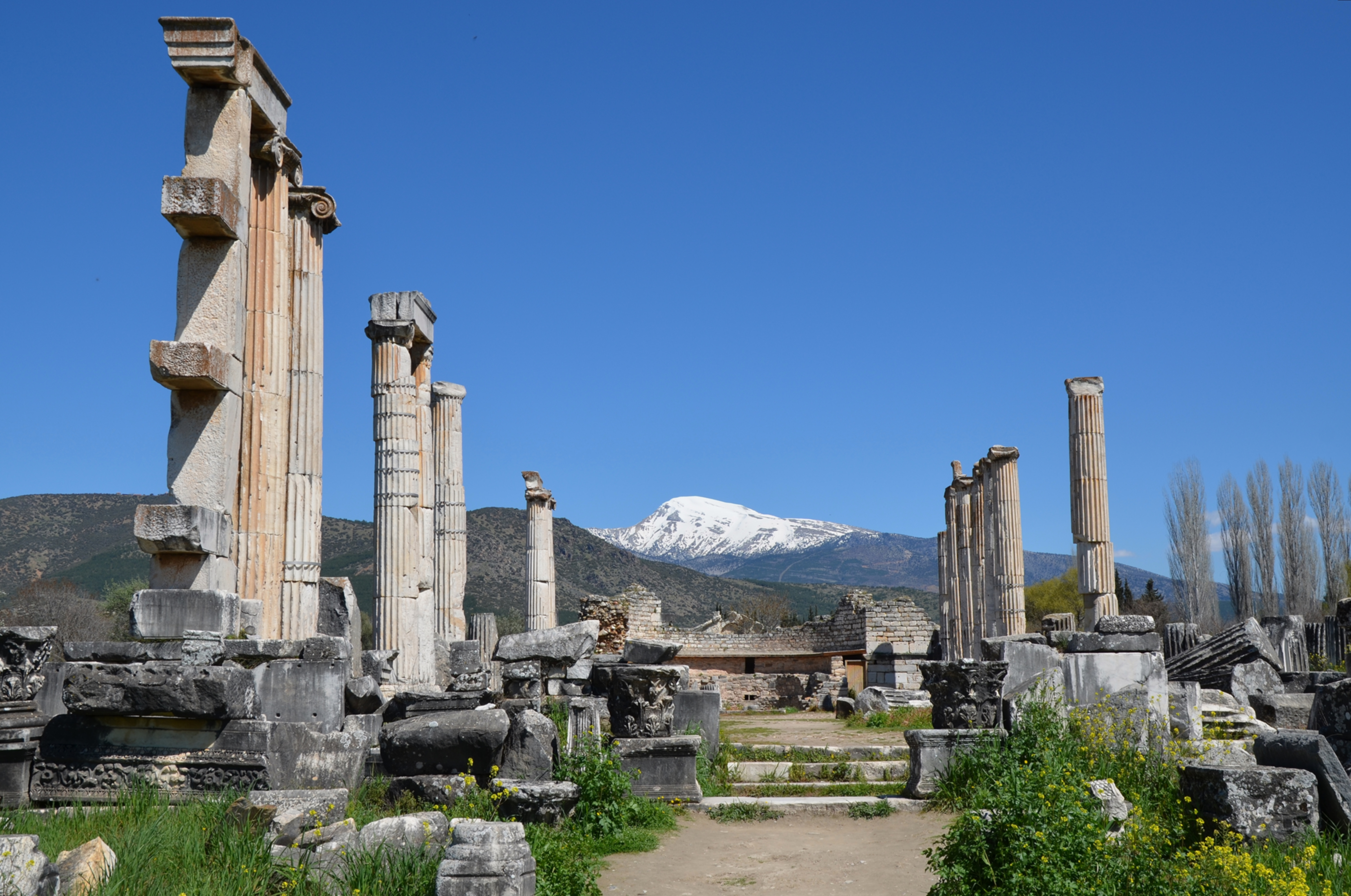
Ruiny starořeckého Afrodisia, roku 2017 zapsány na seznam Světového dědictví

Už od 12. století př. n. l. bylo západní pobřeží dnešního Turecka kolonizováno aiolskými, dórskými a ionskými Řeky. V 8. století př. n. l. Řekové kolonizovali celé severní (Pontos) a jižní pobřeží. Oblast se stala důležitou součástí starořecké civilizace, Řekové území nazývali Malá Asie nebo Anatolie. Ležela zde Trója, kde se odehrává známá zápletka řecké mytologie. Tróju založili již Chetité, další města zakládali sami řečtí kolonisté: Milét, Efez, Halikarnass (dnešní Bodrum), Pergamon, Afrodisias, Smyrna (nyní İzmir). Založili i dnešní Istanbul, pod názvem Byzantion, okolo roku 667 př. n. l. Právě z Anatolie přišla do Řecka řada jeho klasiků: otec dějepisu Hérodotos se narodil v Halikarnassu, první řecký filozof a vědec Thalés z Milétu, proslulý kynik Díogenés pocházel ze Sinópé (dnešní Sinop). V Milétu vznikla i celá filozofická škola zvaná mílétská (patřili k ní Anaximandros či Anaximenés). Milét založil více kolonií než kterékoliv jiné řecké město. V Efezu se nacházel Artemidin chrám, jeden ze sedmi divů antického světa. V Halikarnassu další z těchto divů, mauzoleum. Krom řeckých kmenů zde žili též Thrákové (zejm. v dnešní evropské části Turecka) a posléze i Keltové (v oblasti, již Římané později nazývali Galacie).

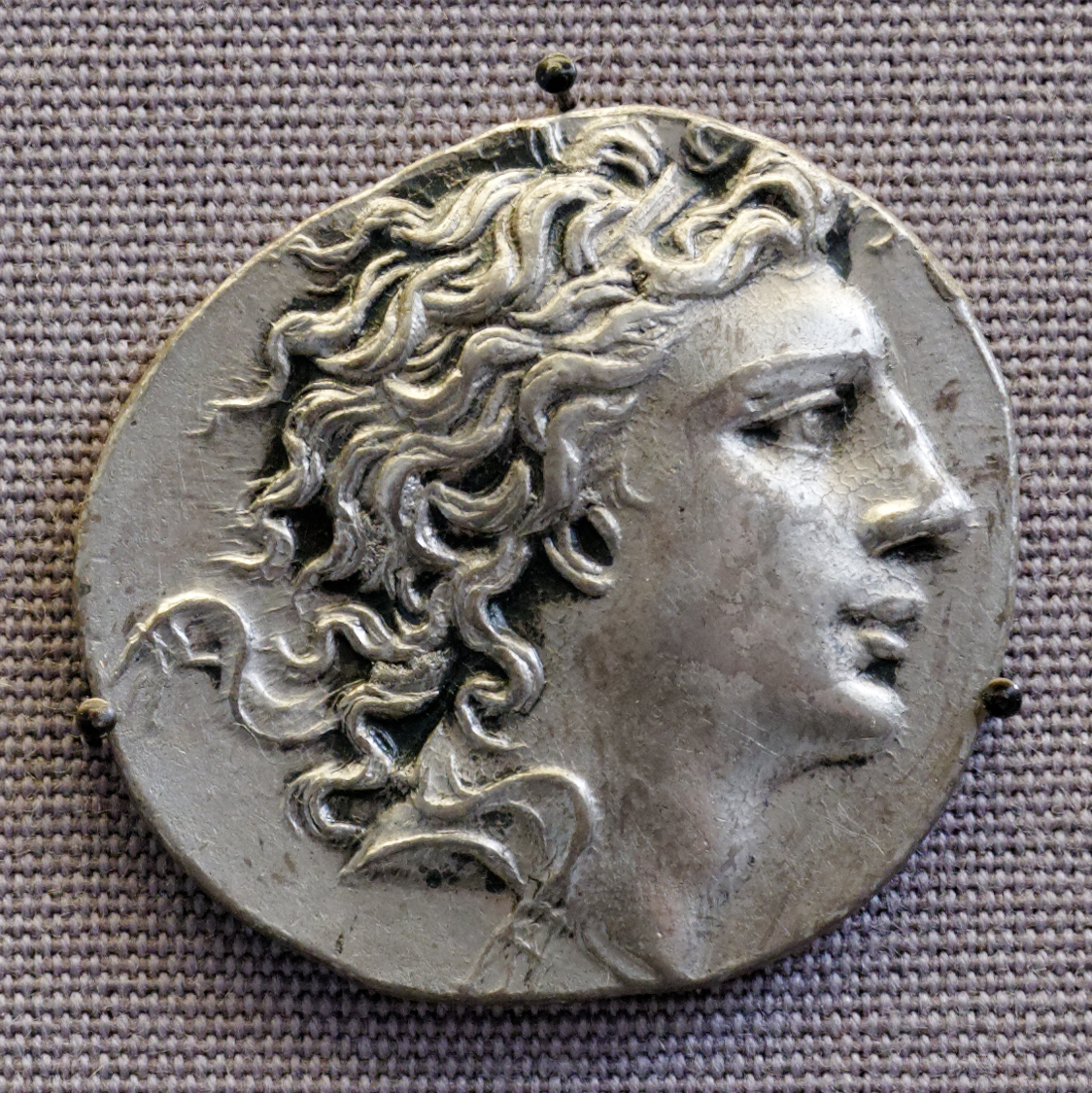
Mithridatés VI. na minci

Celé dnešní Turecko bylo během 6. století př. n. l. dobyto perskou Achaimenovskou říší. Známé řecko-perské války začaly, když se právě řecké městské státy na pobřeží Anatolie v roce 499 př. n. l. vzbouřily proti perské nadvládě. Peršané prohráli, ale v Malé Asii se perská dynastie udržela zejména v Pontu (Mithridatés I. zde roku 281 př. n. l. založil Pontské království). Roku 334 př. n. l. celou Anatolii dobyl Alexandr Makedonský. Po jeho smrti se rozpadla na několik helenistických států (Bithýnie, Kappadokie, Pergamon a Pontos). Mnoho řeckých obyvatel se usadilo ve vnitrozemských částech Anatolie, což vedlo k helenizaci celé oblasti. Tyto státy neměly však dlouhého trvání a do konce 1. století př. n. l. všechny ovládla Římská říše. Římané měli větší problémy jen s dobytím Pontu, kde vzdoroval Mithridatés VI. Založili na dnešním tureckém území provincie Asie, Thrákie, Kappadokie, Galacie, Lýkie a Pamfýlie, Bithýnie a Pontus, Kilíkie, Sýrie, Mezopotámie, Arménie, Asýrie, Koile Sýrie a Osroéné. Po vzniku tetrarchie roku 293 se Nikomédie (dnešní İzmit) stala jedním ze čtyř hlavních měst Římské říše.

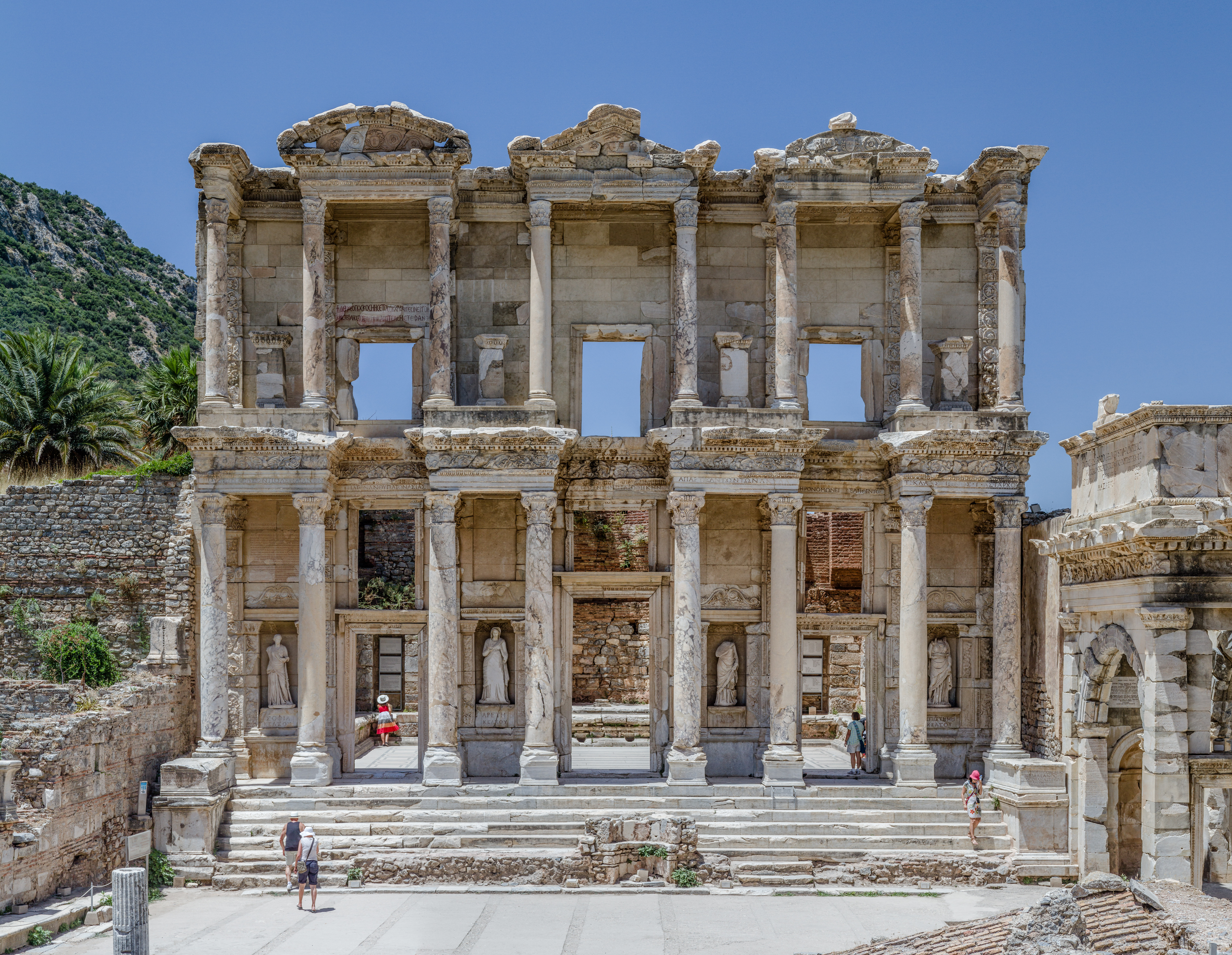
Starořímská knihovna v Efezu

Někteří Anatolané se v římské civilizaci prosadili, například geograf Strabón, narozený v dnešní Amasyi. V římských časech na území Turecka psali své rané dějiny i křesťané. Podle Skutků apoštolů to byla Antiochie (nyní Antakya), kde byli následovníci Ježíše poprvé nazváni právě křesťany. Apoštol Pavel z Tarsu žil nějaký čas v Efezu, pravděpodobně pracoval jako výrobce stanů. Působil tam snad i apoštol Jan, napsal zde prý své epištoly. Dle tradice v Efezu zemřela i Ježíšova matka Marie. Další slavná postava raného křesťanství, sv. Mikuláš, se narodil v Pataře a působil v Myře. O oblast Turecka ale jevili stále větší zájem i římští císaři. První tam zavítal Hadrianus roku 123 (kvůli svému milenci Antinoosovi z Klaudiopole, dnešního Bolu). Nechal zde rozšířit císařský kult a vyzdobit řadu měst, především starých řeckých sídel. Císař Konstantin Veliký se pak v roce 324 rozhodl do Anatolie přesídlit plně a vybudovat zde na základech Byzantia nové výstavní město, které nazval nejprve Nový Řím a později Konstantinopol. Roku 330 ho pak prohlásil novým hlavním městem Římské říše a usídlil se zde (do té doby žil v Nikomédii). Svolal i první křesťanský koncil do dnešního İzniku. Další konstantinopolský císař Theodosius I. pak v roce 380 prohlásil křesťanství oficiálním státním náboženstvím a na prvním konstantinopolském koncilu v roce 381 pomohl ustavit nicejské vyznání jako ortodoxní doktrínu pro všechny křesťany. Jeho smrt v roce 395 znamenala ovšem definitivní rozpad Římské říše na dvě části, západní a východní. Celé území dnešního Turecka připadlo východořímské, tedy Byzantské říši. Konstantinopol se stal na příštích deset století jejím hlavním městem.

## Byzanc

Hagia Sofia

O východ Turecka Byzantinci museli svést dlouhý zápas se Sásánovskou říší v tzv. římsko-perských válkách, ale nakonec uspěli. V 6. století za panování Justiniána I. dosáhla říše svého největšího územního rozsahu. V 7. století, za vlády Herakleia, řečtina nahradila latinu v pozici oficiálního jazyka říše a Byzanc díky tomu zachránila mnoho ze starořeckého dědictví. Dokladem vzdělanosti byl rozsáhlý lexikon Suda. Symbolem architektonických dovedností se stal chrám Hagia Sofia (postaven 532–537), po tisíc let největší uzavřený prostor na světě. Země se stala epicentrem křesťanství, v jehož čele stál sám císař (tzv. cézaropapismus), což byl významný rozdíl oproti západu, kde se moc císařská a duchovní (papežská) rozdělily. Díky tomu nicméně získala Byzanc velký vliv na vývoj křesťanství, většina prvních koncilů se uskutečnila na jejím území. To ale západ začal vnímat úkorně, a tak došlo nakonec roku 1054 k tzv. velkému schizmatu a cesty západního (římskokatolického) a východního křesťanství (pravoslavného) se rozešly. K neblahým důsledkům patřilo i to, že západní křižáci během čtvrté křížové výpravy roku 1204 vyplenili Konstantinopol, a Byzanc tak osudově oslabili.

## Turecká migrace

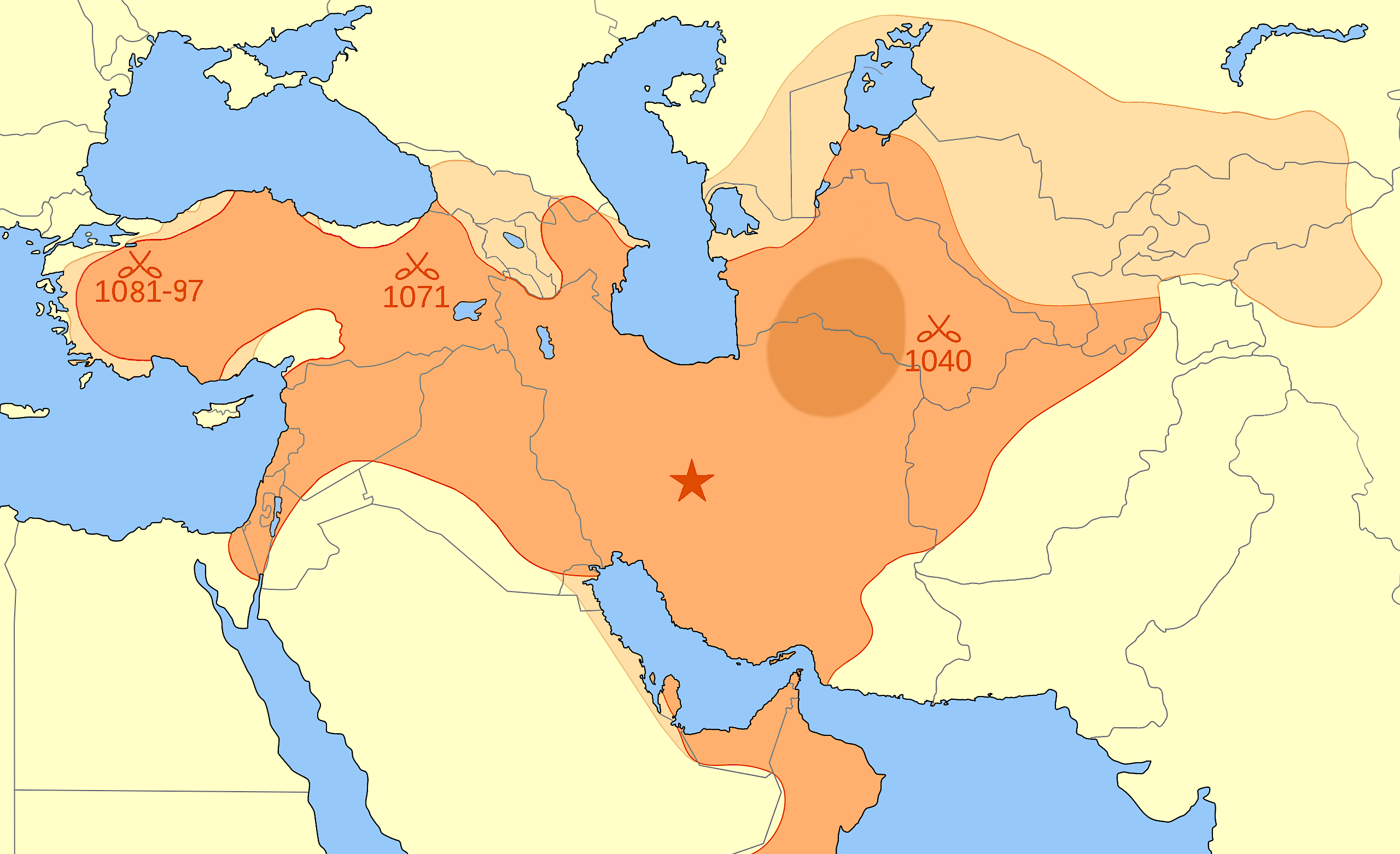
Seldžucká říše roku 1092

Příchod Turků ze střední Asie na Blízký východ je spojena se sunnitskou dynastií Seldžuků. Její zakladatel, člen oghuzského kmene Kinik, jménem Seldžuk začal kolem roku 955 vést nezávislou politiku na svém původním vládci. Jeho synovec Čagri vtáhl roku 1037 do Mervu, přijal perský titul šáhanšáh, král králů, a započal válku proti Ghaznovcům, kteří do té doby ovládali Persii a část střední Asie. Jeho bratr Togrul přijal po bitvě u Dandánakanu, ve které roku 1040 porazil ghaznovská vojska, titul sultána, a zaměřil svou expanzi na západ, do Persie, jejíž část ovládala dynastie ší'itských Bújovců. Další úspěchy na bitevním poli spolu s podporou abbásovských chalífů vedly ke vzniku nové seldžucké říše, představující v té době vedle Byzance a fátimovského chalífátu významnou velmoc Blízkého východu. Největšího rozkvětu pak dosáhl tento stát za vlády Alp Arslána a Malikšáha v rozmezí let 1063 až 1092. Významný podíl na tomto vývoji měl i schopný vezír Nizámulmulk, který padl za oběť atentátu provedenému pravděpodobně sektou asasínů. Pro další vývoj tureckého etnika v oblasti dnešního Turecka byly významné boje mezi Byzantinci a Seldžuky, které vyvrcholily roku 1071 bitvou u Mantzikertu, v níž turecká vojska pod vedením Alp Arslána porazila byzantskou armádu a vzala do zajetí byzantského císaře Romana IV. Diogena. Následující vnitřní krize, do níž se dostala byzantská říše, způsobila kolaps byzantské vlády v Malé Asii, neboli Anatolii, kterou následně zaplavili turečtí kočovníci. Člen klanu Seldžuků Sulejman zde nedlouho poté založil stát známý jako rúmský sultanát. V letech po smrti Malikšáha a Nizámulmulka se říše Seldžuků rozpadla na řadu dílčích panství, dokud nebyla většina z nich dobyta mongolskými vojsky a postupně po roce 1253 začleněna do nové mongolské říše Ílchanátu.

## Rúmský sultanát a anatolské beyliky

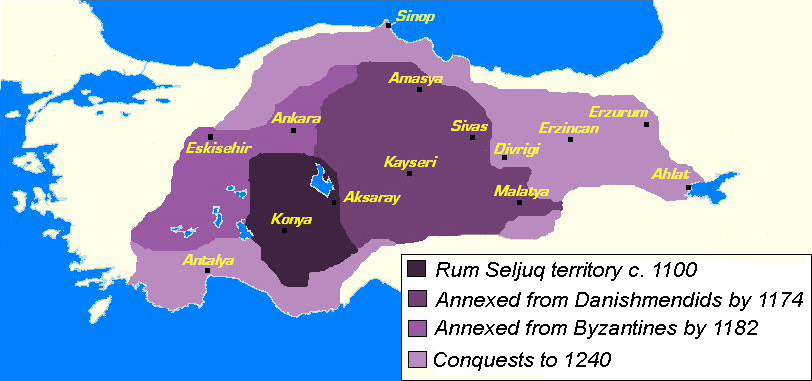
Rúmský sultanát do roku 1240

Rúmský sultanát představoval od poloviny 12. století významného protihráče Byzance a postupně pod svou vládu získával území ostatních zdejších tureckých dynastií, například Danišmendovců či Mengüdžekovců. Několikrát se museli tamější vládcové vypořádat i s křižáky, kteří Malou Asií na cestě do Palestiny procházeli. Významným mezníkem se stala bitva u Myriokefala roku 1176, v níž turecká vojska sultána Kiliče Arslana II. porazila silnou byzantskou armádu a fakticky tak s definitivní platností potvrdila byzantskou ztrátu velké části Malé Asie. Úpadek Byzance po smrti císaře Manuela Komnena a zejména její rozpad po čtvrté křížové výpravě, jejímž účastníkům se podařilo dobýt hlavní byzantské město Konstantinopol, uvolnila prostor pro rúmskou expanzi. Vrcholem vývoje sultanátu se stala vláda dvou po sobě panujících sultánů Kajkávúse I. a Kajkubáda I. v letech 1211 až 1237. Dobytí přístavních měst Antalye a Sinopu na pobřeží Středozemního, respektive Černého moře umožnilo sultanátu zapojit se do námořního obchodu a povzbudilo jeho další ekonomický rozvoj.

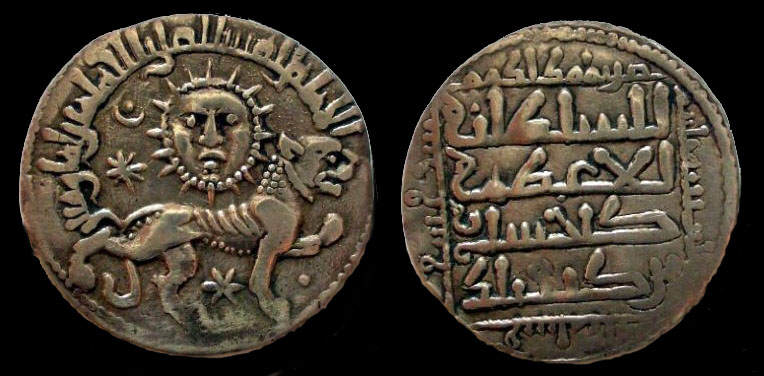
Dirham z doby Kajhusrava II.

Konec mocenského rozvoje sultanátu způsobila invaze Mongolů, kteří v bitvě u Köse Dağu roku 1243 seldžucká vojska porazili a z rúmských Seldžuků učinili své vazaly, čímž v podstatě seldžucká dynastie přišla o většinu svého vlivu v Anatolii. V jihovýchodní části Mongolské říše poté chán Hülegü, vnuk Čingischána, založil nový stát Ílchanát, který udržoval své dominantní postavení v Malé Asii skrze vojenské správce. Poslední zmínky o seldžuckých sultánech spadají k roku 1308, kdy zemřel jejich poslední představitel Masúd II.
Po bitvě u Mantzikertu roku 1071 a opět po Köse Dağu roku 1243 se v Anatolii vytvořili vedle rúmského sultanátu také další státy, bejliky, s lokálními tureckými dynastiemi jako byli Danišmendovci a další. Na severozápadě poloostrova pak vznikl zhruba roku 1299 nový beylik dynastie Osmanů, který se postupně rozšiřoval jak v Malé Asii, tak v Evropě a dal vzniknout budoucí mocnosti Blízkého východu, Osmanské říši.

## Osmanská říše

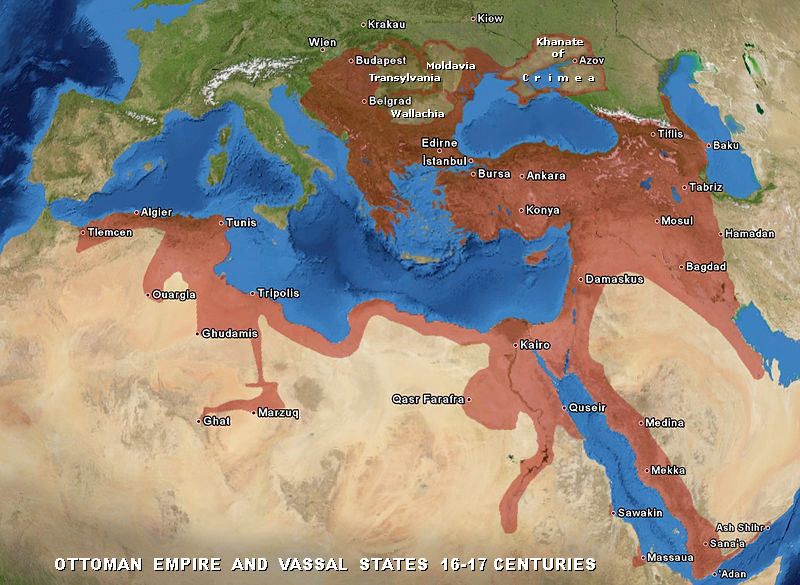
Osmanská říše v 16. a 17. století

Prvním sídlem osmanských vládců se stala Bursa. Dalším městem bylo Edirne, neboli Adrianopol, která se nacházela na evropské pevnině a již Osmané dobyli roku 1361. Po rozsáhlé expanzi do Malé Asie i na Balkán získali Osmané roku 1453 za vlády Mehmeda II. Konstantinopol, čímž téměř úplně dokončili dobývání byzantské říše. Konstantinopol byla přejmenována na Istanbul a stala se novým hlavním městem rapidně rostoucí říše. V následujících staletích se Osmanům podařilo získat téměř celý Balkán, Malou Asii, Sýrii, Levantu, Egypt, severní Afriku a Mezopotámii. Uchytili se také na Arabském poloostrově a ve střední Evropě, kde pronikli do Panonské nížiny.
Vrcholné období osmanského impéria probíhalo v 16. a 17. století, zejména za vlády Sulejmana I. Nádherného. Říše se setkávala během své expanze do Evropy v této době zejména s vojsky habsburské říše a Polska, často také probíhaly boje s Persií. Na moři se osmanské námořnictvo potýkalo s aliancemi dalších křesťanských států, předně Španělska, Benátské republiky a Maltézských rytířů o kontrolu Středozemního moře. V oblasti Indického oceánu představovali významného konkurenta Portugalci, kteří roku 1488 obepluli mys Dobré naděje a navázali obchodní kontakty v Indii a Indonésii, čímž narušili původní obchodní cesty jdoucí přes osmanské území.

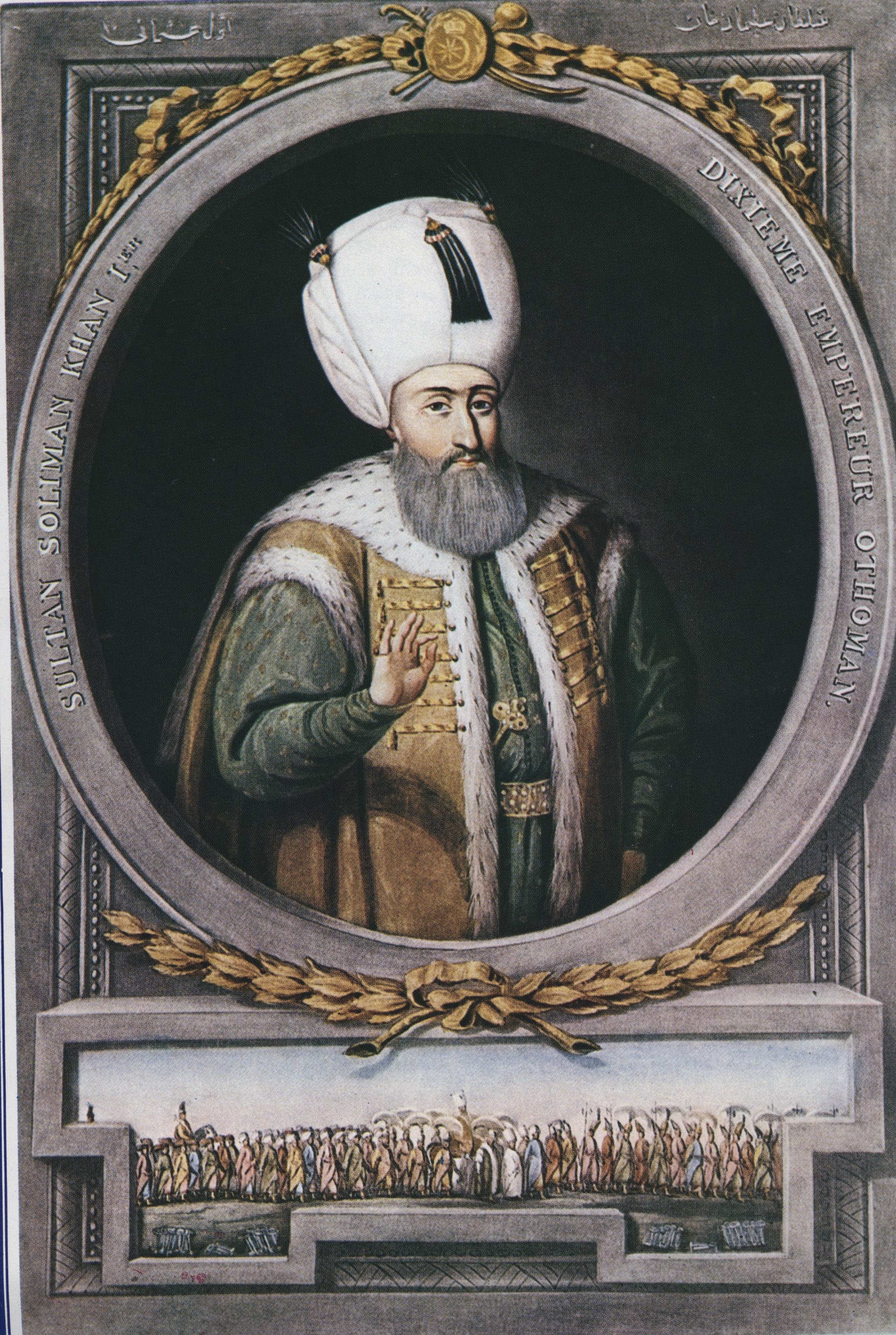
Osmanský sultán Sulejman I. Nádherný

Po katastrofální porážce osmanských vojsk během obléhání Vídně roku 1683 se během několika let dostalo do rukou Habsburků území Uher kontrolované původně Osmany. Následný karlovický mír znamenal definitivní ztrátu těchto území a počátek postupného osmanského úpadku. Od začátku 19. století ztrácela Osmanská říše nenávratně další území, zejména na Balkáně musela čelit vzrůstajícím národním hnutím, která vykrystalizovala v četná povstání a vznik několika balkánských států – Řecka, Srbska a Bulharska. V dalších oblastech ztratil osmanský stát fakticky Egypt ve prospěch Velké Británie, Libyi ve prospěch Itálie a vazalský stát Osmanů, krymský chanát, dobyla vojska Ruského impéria. Po územních ztrátách během balkánských válek se v rámci první světové války Osmanská říše přiklonila na stranu Ústředních mocností, Německa a Rakousko-Uherska, proti Trojdohodě, Velké Británii, Francii a Rusku. I tentokrát utržila Osmanská říše porážku. Na základě mírových jednání v Paříži a jejích předměstích byla podepsána Sèvreská smlouva, podle které mělo být její území rozděleno mezi Řecko, Itálii, Velkou Británii a Francii s pouze malým územím pod přímou kontrolou osmanské dynastie.

## Moderní Turecko

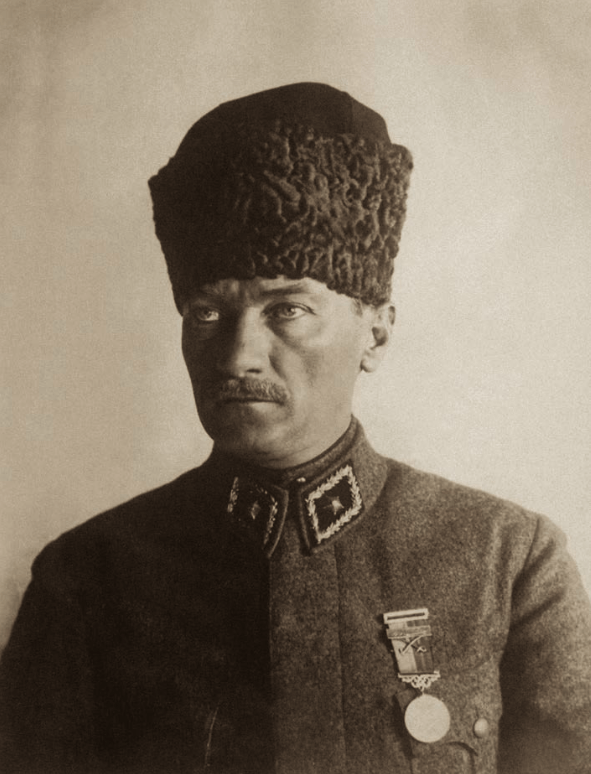
Mustafa Kemal Atatürk

Okupace některých částí říše v době po skončení první světové války způsobila vznik tureckého národního hnutí. Pod vedením Mustafy Kemala, vojenského velitele, který na sebe upozornil během bitvy o Gallipoli, byla rozpoutána turecká válka za nezávislost, jež měla za cíl zvrátit důsledky Sèvreské smlouvy. 18. září 1922 byly okupační síly vypuzeny ze země. Následně 1. listopadu téhož roku nový parlament formálně zrušil sultanát, čímž ukončil přes šest set let trvající vládu osmanské dynastie. Lausannská smlouva z 24. července 1923 vedla k mezinárodnímu uznání nezávislosti nově utvořené Turecké republiky. Nový stát byl oficiálně vyhlášen 29. října 1923 v novém hlavním městě Ankaře. Mustafa Kemal se stal prvním tureckým prezidentem a na základě zákona z roku 1934 mu bylo uděleno čestné příjmení Atatürk (Otec Turků). Za jeho vlády byla zavedena řada radikálních opatření majících za cíl vytvořit z pozůstatků Osmanské říše nový sekulární stát.

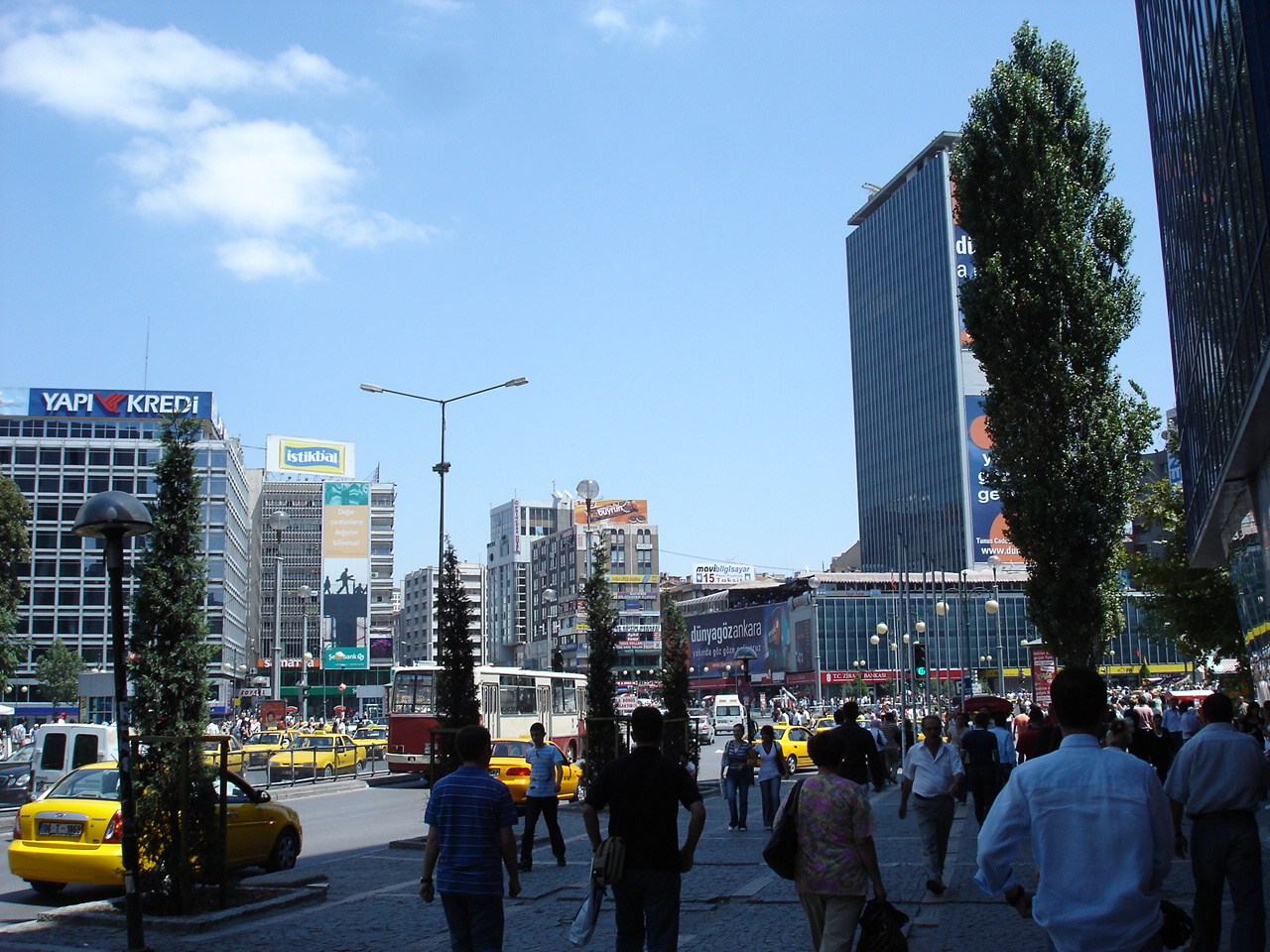
Ankara, dnešní hlavní město Turecka

Turecko zůstalo po většinu druhé světové války neutrální, a to až do února 1945, kdy se zapojilo na straně Spojenců. Téhož roku se stalo zakládajícím členem Organizace spojených národů. Problémy v Řecku, kde probíhal v této době komunistický odboj proti pravicové vládě, a nároky Sovětského svazu na vojenské základny v průlivech mezi Černým a Středozemním mořem vedly Spojené státy americké k vyhlášení Trumanovy doktríny roku 1947. Doktrína, v jejímž prohlášení byl zmíněn zejména cíl zadržování komunismu, vedla k silné americké hospodářské a vojenské podpoře Turecku.
Po účasti v korejské válce na straně jednotek OSN se Turecko roku 1952 stalo členem NATO a představovalo ochranu před sovětskou expanzí ve Středomoří. Po desetiletí občanské války na ostrově Kypru mezi tamní tureckou a řeckou populací a po řeckém puči z července 1974, který svrhl kyperského prezidenta Makaria a namísto něj dosadila Nikose Sampsona jakožto diktátora provedla turecká armáda invazi do severní části ostrova téhož roku. V Turky zabrané části byla o devět let později vyhlášena Severokyperská turecká republika. Turecko je jedinou zemí, která tento stát uznává.
Namísto permanentní vlády jedné strany se v Turecku začala po roce 1945 vyvíjet parlamentní demokracie, v níž existuje více stran. Tento vývoj byl narušen několika puči v letech 1960, 1971, 1980 a 1997. Roku 1984 započala Strana kurdských pracujících ozbrojený boj proti turecké vládě. Tento konflikt, který si vyžádal na 40 000 životů, pokračuje dodnes. Poslední puč byl zahájen v polovině července roku 2016, když skupina důstojníků začala přebírat moc a chystat novou ústavu, kvůli rostoucí autokratičnosti současného režimu, narušení vlády sekulárního práva a kvůli zvýšené hrozbě terorismu.
Turecko též dlouhodobě usiluje o členství v Evropské unii a od liberalizace turecké ekonomiky v osmdesátých letech 20. století se zemi daří udržovat silnější hospodářský růst a politickou stabilitu.